# Čchalta
Čchalta (abchazsky Чҳалҭа, gruzínsky ჩხალთა) je vesnice nacházející se v Abcházii na severovýchodě okresu Gulrypš v údolí Kodori. Vesnice je obývaná převážně Svany. V letech 2006–2008 byla sídlem vlády Autonomní republiky Abcházie.

## Historie
Stejně jako celá horní Abcházie vyšla vesnice z války v letech 1992–1993 téměř netknutá. Neprobíhaly zde žádné vojenské akce, ale po válce se celá oblast přidala na stranu tbiliské vlády. V roce 2006 tuto vesnici navštívil prezident Michail Saakašvili a vyhlásil zde vytvoření tzv. Horní Abcházie. Pár týdnů nato se do vesnice přestěhovala vláda Autonomní republiky Abcházie, takže se vesnička se 140 obyvateli stala centrem celé Gruzínci ovládané Abcházie. O svůj post přišla po tom, co abchazsko-ruská vojska obsadila v roce 2008 Horní Abcházii a přičlenila ji zpátky k okresu Gulrypš.